# Internationales Festival des Neuen Lateinamerikanischen Films
Das Internationale Festival des Neuen Lateinamerikanischen Films findet jedes Jahr im Dezember in Havanna statt.

## Geschichte
1979 startete Kuba eine Initiative und veranstaltete das 1. Internationale Festival des Neuen Lateinamerikanischen Films. Das Filmfestival bietet den Filmschaffenden in Seminaren auch ein Forum über die Perspektive des Neuen Lateinamerikanischen Films zu diskutieren. 
Im Rahmen des 6. Festivals am 4. Dezember 1985 gründete das Komitee der Cineasten Lateinamerikas die Stiftung Neuer Lateinamerikanischer Film (spanisch: Fundación del Nuevo Cine Latinoamericano - FNCL) mit dem Ziel, zur Stärkung der nationalen Kinematographien und der kontinentalen Zusammenarbeit beizutragen. Das weitgefächerte Programm der Stiftung reicht von der Förderung von Produktionen bis zur wissenschaftlichen Forschung. 
Gleichzeitig mit der Stiftung wurde auch die Internationale Hochschule für Film und Fernsehen (auch Film- und Fernsehschule der Drei Welten genannt) (spanisch: Escuela Internacional de Cine y Television - EICTV) in San Antonio de los Baños gegründet.
Als Preise beim Festival werden Korallen (spanisch: Premio Coral oder Gran Coral) vergeben.

## Gran Coral – Hauptpreisgewinner
- 1979: Maluala (Sergio Giral, Kuba, 1979)
- 1979: Oberst Delmiro Gouveia (Coronel Delmiro Gouveia) (Geraldo Sarno, Brasilien 1979)
- 1980: Gaijin - Straße der Freiheit (Gaijin - Os Caminhos da Liberdade) (Tizuka Yamasaki, Brasilien 1980)
- 1981: Sie tragen keinen Smoking (Eles Não Usam Black-Tie) (Leon Hirszman, Brasilien 1981)
- 1982: Zeit der Rache (Tiempo de revancha) (Adolfo Aristarain, Argentinien, 1981)
- 1983: Bis zu einem gewissen Punkt (Hasta cierto punto) (Tomás Gutiérrez Alea, Kuba, 1983)
- 1984: Das Gespenst aus Bahia (Memórias do Cárcere) (Nelson Pereira dos Santos, Brasilien 1984)
- 1985: Tangos (Tangos, l'exil de Gardel) (Fernando Solanas, Argentinien, Frankreich, 1985)
- 1985: Frida Kahlo – Es lebe das Leben (Frida, naturaleza viva) (Paul Leduc, Mexiko, 1986)
- 1986: Der Karrierist (Un hombre de éxito), (Humberto Solás, Kuba, 1985)
- 1986: Sternsstunde (A Hora da Estrela) (Suzana Amaral, Brasilien 1986)
- 1987: Der Film des Königs (La película del rey) (Carlos Sorín, Argentinien, 1986)
- 1988: Süden – Sur (Sur) (Fernando Solanas, Argentinien, Frankreich, 1988)
- 1989: Letzte Bilder eines Schiffbruchs (Últimas imágenes del naufragio) (Eliseo Subiela, Argentinien, Spanien 1989)
- 1990: Hello Hemingway, (Fernando Pérez, Kuba 1990)
- 1991: Jericó (Luis Alberto Lamata, Venezuela 1990)
- 1992: Die Hausaufgabe (La tarea prohibida) (Jaime Humberto Hermosillo, Mexiko, 1992)
- 1993: Erdbeer und Schokolade (Fresa y chocolate) (Tomás Gutiérrez Alea, Kuba, Mexiko,  Spanien 1993)
- 1994: Principio y fin (Arturo Ripstein, Mexiko, 1994)
- 1995: Midaq Alley (El callejón de los Milagros) (Jorge Fons, Mexiko 1995)
- 1996: Profundo carmesí (Arturo Ripstein, Mexiko, Frankreich, Spanien 1996)
- 1997: Martín (Hache) (Adolfo Aristarain, Argentinien, Spanien 1997)
- 1998: Das Leben, ein Pfeifen (La vida es silbar), (Fernando Pérez, Kuba 1998)
- 1999: Junta (Garage Olimpo) (Marco Bechis, Argentinien, Frankreich, Italien 1999)
- 2000: Ich Du Sie: Darlenes Männer (Eu Tu Eles), (Andrucha Waddington, Brasilien 2000)
- 2001: La Ciénaga – Morast (La Ciénaga), (Lucrecia Martel, Argentinien, Frankreich, Spanien 2001)
- 2002: Aus heiterem Himmel (Tan de repente) (Diego Lerman, Argentinien, Niederlande 2002)
- 2002: City of God (Cidade de Deus), (Fernando Meirelles, Kátia Lund, Brasilien 2002)
- 2003: Suite Havanna (Suite Habana) (Fernando Pérez, Kuba 2003)
- 2004: Whisky, (Juan Pablo Rebella, Pablo Stoll, Uruguay, Argentinien, Deutschland, Spanien 2004)
- 2005: Vom Feuer erleuchtet (Iluminados por el fuego) (Tristán Bauer, Argentinien 2005)
- 2006: Suely im Himmel (O Céu de Suely), (Karim Aïnouz, Brasilien 2006)
- 2007: Stellet Licht (Luz silenciosa) (Carlos Reygadas, Mexiko, Frankreich, Niederlande 2007)
- 2008: Tony Manero (Pablo Larraín, Chile, Brasilien 2008)
- 2009: Eine Perle Ewigkeit (La teta asustada), (Claudia Llosa, Peru, Spanien 2009)
- 2010: Das nützliche Leben (La vida útil), (Federico Veiroy, Uruguay 2010)
- 2011: El Narco – Willkommen in der Drogenhölle (El Infierno), (Luis Estrada Rodríguez, Mexiko, 2010)
- 2012: No! (No), (Pablo Larraín, Chile, USA, Frankreich, 2012)
- 2013: Heli, (Amat Escalante, Mexiko, 2013)
- 2014: Conducta – Wir werden sein wie Che (Conducta), (Ernesto Daranas, Kuba, 2014)
- 2015: El Club, (Pablo Larraín, Chile, 2015)
- 2016: Desierto – Tödliche Hetzjagd (Jonás Cuarón, Frankreich, Mexiko, 2015)
- 2017: Alanis, (Anahí Berneri, Argentinien, 2017)
- 2018: Birds of Passage, (Cristina Gallegom, Ciro Guerra, Kolumbien, Dänemark, Mexiko, Deutschland, Schweiz, Frankreich, 2018)
- 2019: Los sonámbulos, (Paula Hernández, Argentinien, Uruguay, 2019)